# Fundación Antorchas
La Fundación Antorchas fue una asociación sin fines de lucro, que existió entre 1985 y 2006. De acuerdo a su estatuto, su función era efectuar actividades que propendían a mejorar las condiciones de vida de la comunidad argentina en su conjunto. Fue una institución absolutamente independiente de grupos empresarios y/o políticos, religiosos, de familia u otros. No adscribió de sostener o subvencionar obras cuya finalidad esté enmarcada dentro del concepto de proselitismo, o bien acciones que caigan dentro de los campos ideológico, político o religioso. En cambio, apoyó y suscribió a los valores de una sociedad abierta, pluralista y al concepto de convivencia democrático.
De acuerdo con tal misión, la Fundación Antorchas cumplió funciones dentro de tres grandes áreas:
- La educación y la investigación científica.
- La cultura
- La promoción social.

La Fundación tuvo por misión subsidiar el trabajo de otras entidades o de individuos. Mantuvo relaciones de colaboración con dos entidades similares y de igual proveniencia que actuaron en el Brasil y en Chile, respectivamente, Vítae, Apoio à Cultura, Educação e Promoção Social (San Pablo) y la Fundación Andes (Santiago). En sus estatutos estableció que no aceptaría premios ni los otorgaría, ya que su sistema de adjudicaciones por concurso se refieren a subsidios y becas en atención al mérito de los postulantes.